# (36433) 2000 PR17
2000 PR17 (asteroide 36433) é um asteroide da cintura principal. Possui uma excentricidade de 0.24838450 e uma inclinação de 2.34176º.
Este asteroide foi descoberto no dia 1 de agosto de 2000 por LINEAR em Socorro.